# Футбол в шарах
Футбол в шарах (бампербол, от bumper ball, от bubble bump football, также zorb football, bubbleball, bubble soccer, zorboball) — вид футбола, в котором участники облачаются в специальные надувные сферы (бамперболы), похожие на зорбы, и в таком облачении стараются забить мяч в ворота соперника.

## История
Возникновение бампербола связано с именами норвежцев Хэнрика Элвестада (Henrik Elvestad) и Йохана Голдена (Johan Golde), которые решили видоизменить обычный футбол, одев игроков в прозрачные надувные сферы. Таким образом, конец 2011 года был ознаменован первым матчем в истории бампербола, который показали в телешоу «Золотой гол» на норвежском телеканале TV2. Позже видеозапись матча распространилась в сети интернет, и данный аттракцион стал набирать популярность по всему миру.
В России бампербол появился в Санкт-Петербурге в 2013 году в клубе Bumperball SPB, основанном Светланой Ильминской и Алексеем Пишикиным.
В Беларусь бампербол пришёл в 2018 году, инициатором проекта был Артём Прудников.
http://ctv.by/bamperbol-v-belarusi-kto-kak-i-zachem-zanimaetsya-vse-fakty-v-odnom-materiale?page=3

## Концепция игры
Подготовка к игре занимает не более 10 минут. Для этого необходимо распаковать бампербол, надуть его и одеть участников. Верхняя часть тела игрока помещается в прозрачную сферу, сковывая руки. Доступ воздуха обеспечивается за счет отверстия в верхней части шара. У футболиста остаются свободными ноги, поэтому он может легко перемещаться по игровому полю. Игроку, одетому подобным образом, очень трудно регулировать равновесие, отсюда и появляется забавная составляющая футбола в шарах. В случае, если игрока толкает соперник, он тут же может оказаться на месте футбольного мяча. А забить гол в подобном положении становится крайне непростой задачей.

## Правила
Для игры необходимы две команды, которые состоят из равного количества участников. Оптимальный состав команд — 3-5 человек.
Правила предусматривают два игровых тайма. Время команды могут устанавливать самостоятельно, но, как правило, игра длится от 5 до 10 минут, в противном случае, игроки просто устанут бегать в бамперболах, весом 7 — 12 килограмм, в зависимости от толщины материала и размера.
Цель игры — постараться поразить ворота соперника в отведенное игровое время. Побеждает команда, которая забивает большее количество голов.
В бамперболе невозможно получить красную карточку, так как фолы считаются обязательной частью игры.
Правилами разрешается: сталкивать соперника на землю, не давать ему возвратиться на поле, а также делать сальто и даже стоять на голове. Поэтому порой данное соревнование больше походит на схватку борцов сумо, нежели на футбольный матч.

## Игровое оборудование
Бампербол — шарообразный тор, который состоит из шести наполненных воздухом сегментов, подобный зорбу. Размер шара варьируется — 1,2 метра, 1,5 метра и 1,8 метра. Стенки шара очень прочные, толщиной от 0,5 мм до 1 мм и могут выдерживать не один десяток килограммов. Материалом служит крепкий полиуретан либо поливинилхлорид. Шар крепится специальными ремнями и предусматривает удобные ручки, за которые должен держаться игрок.
Благодаря наличию различных размеров бампербол одинаково подходит как для взрослых игроков, так и для маленьких участников. Шар может быть прозрачным либо содержать цветные полосы для удобства командной игры.
Ворота используются небольшие, из материала, не способного повредить игрока или шар, шириной не более 1,5 м.

## Поле для игры
Необходимым условием игры является свободное пространство. Игра может проходить в закрытом мини-зале, на футбольной площадке и на оборудованном пляже. Поэтому проведение бампербольных матчей возможно в любое время года.
Покрытием игрового поля может выступать: трава, искусственное покрытие, песок, и даже снег. Главное условие — отсутствие острых предметов, которые могут повредить сферу.

## Безопасность
Основным преимуществом бампербола является его безопасность. В процессе игры противники стараются отобрать друг у друга мяч, падают и катаются по игровому полю и могут проделывать всевозможные трюки. Несмотря на высокий уровень контактности, травмы в данном виде спорта исключены, так как игроки надежно защищены надувной сферой, которая мягко амортизирует любое соприкосновение с землей. Однако существует травмоопасность для посторонних лиц, оказавшихся на игровой площадке во время игры.

## Ограничения
Зависит от размера бампербола. Максимальный вес участника — 100 кг. Минимальный рост, для детского бампербола — 120 см, возраст — от 7 лет. Для взрослого бампербола — рост от 140 см и возраст — от 12 лет.
Для игры предпочтительна спортивная форма одежды и кроссовки. Обувь должна быть без каблуков и острых носков.
В процессе игры запрещается использовать любые колющие предметы, которые могут нарушить поверхность бампербола, а также проводить состязания в помещениях с непригодным для игры покрытием.